# Cees de Cloe
Cornelius Herdenberg (Cees) de Cloe (Waalwijk, 17 maart 1943) is een Nederlands voormalig politicus voor de Partij van de Arbeid (PvdA).

## Levensloop
De Cloe is afkomstig uit een gezin waarvan de vader eerst slager en daarna gemeenteambtenaar was. Hij studeerde politicologie aan de Vrije Universiteit Amsterdam en raakte als fractieassistent in de Amsterdamse politiek verzeild. In 1971 nam hij zitting in de gemeenteraad. Hetzelfde jaar kreeg hij ook een onderdirecteursfunctie bij de Stichting Natuur en Milieu. Na vanaf 1973 het fractievoorzitterschap te hebben uitgeoefend, werd hij het jaar daarop wethouder met in zijn portefeuille economische en sociale zaken, publieke werken en stadsontwikkeling en kwam er een eind aan zijn directeursfunctie. Als wethouder trad hij sterk en doortastend op hetgeen niet bij iedereen goed viel.
Hij was een van de krachten achter het doorzetten van de Amsterdamse Oostlijn en daarmee de sloop van een deel van de historische binnenstad, ondanks felle protesten van inwoners. Hij zei onder meer: “Uiteindelijk gaat het erom: wie gaat er nou over in ons democratisch bestel? Dat is het gemeentebestuur en niet een actiegroep.”
Vervolgens liet hij in 1978 de lokale politiek voor gezien en werd lid van de Eerste Kamer, wat hij tot 1980 zou blijven. Als senator was hij met min of meer dezelfde zaken in de weer als tijdens zijn wethouderschap, zo voerde hij voor de fractie van de PvdA het woord bij economische onderwerpen, milieuhygiëne en volkshuisvesting.
Tussentijds werd hij in 1979 burgemeester van Hellevoetsluis, gevolgd door het burgemeesterschap van Almere in 1986. Daar moest hij in 1993 aftreden vanwege een conflict met de wethouders van PvdA en VVD, die vonden dat hij verkeerd was omgesprongen met de declaraties van zijn onkosten. Volgens De Cloe was er meer aan de hand geweest, hij zou namelijk ook onenigheid met commissaris van de Koningin Han Lammers (tevens zijn voorganger als burgemeester van Almere) hebben gehad. Behalve voor De Cloe, die aftrad, had de affaire ook gevolgen voor wethouder Marja van Bijsterveldt van het CDA, die zich niet had kunnen vinden in de opstelling van haar collega wethouders richting burgemeester De Cloe. Door een aangenomen motie van wantrouwen van de gemeenteraad verloor zij haar wethouderschap.
Na zijn aftreden heeft De Cloe emplooi gevonden in de advieswereld. Hij zat eerst bij adviesbureau Ernst & Young Consulting en nadat deze gefuseerd was tot Cap Gemini Ernst & Young bij deze. Later werkte hij onder meer bij Lysias Consulting Group

## Nevenfunctie
De Cloe is vicevoorzitter geweest van de Vereniging van Nederlandse Gemeenten (VNG).

## Anekdote
Als PvdA-wethouder zou De Cloe uit woede de dienstfiets van collega-wethouder Roel van Duijn (PPR) in de gracht hebben geworpen vanwege diens alternatieve bestuursstijl (Van Duijn wilde onder meer geen dienstauto).

## Familie
Cees de Cloe is getrouwd en heeft twee kinderen. Zijn broer Dick de Cloe (1947) is burgemeester en voormalig Tweede Kamerlid voor de PvdA.
- Parlement.com: vg09llmyz6z0